# Charles Spencer, 3. Duke of Marlborough

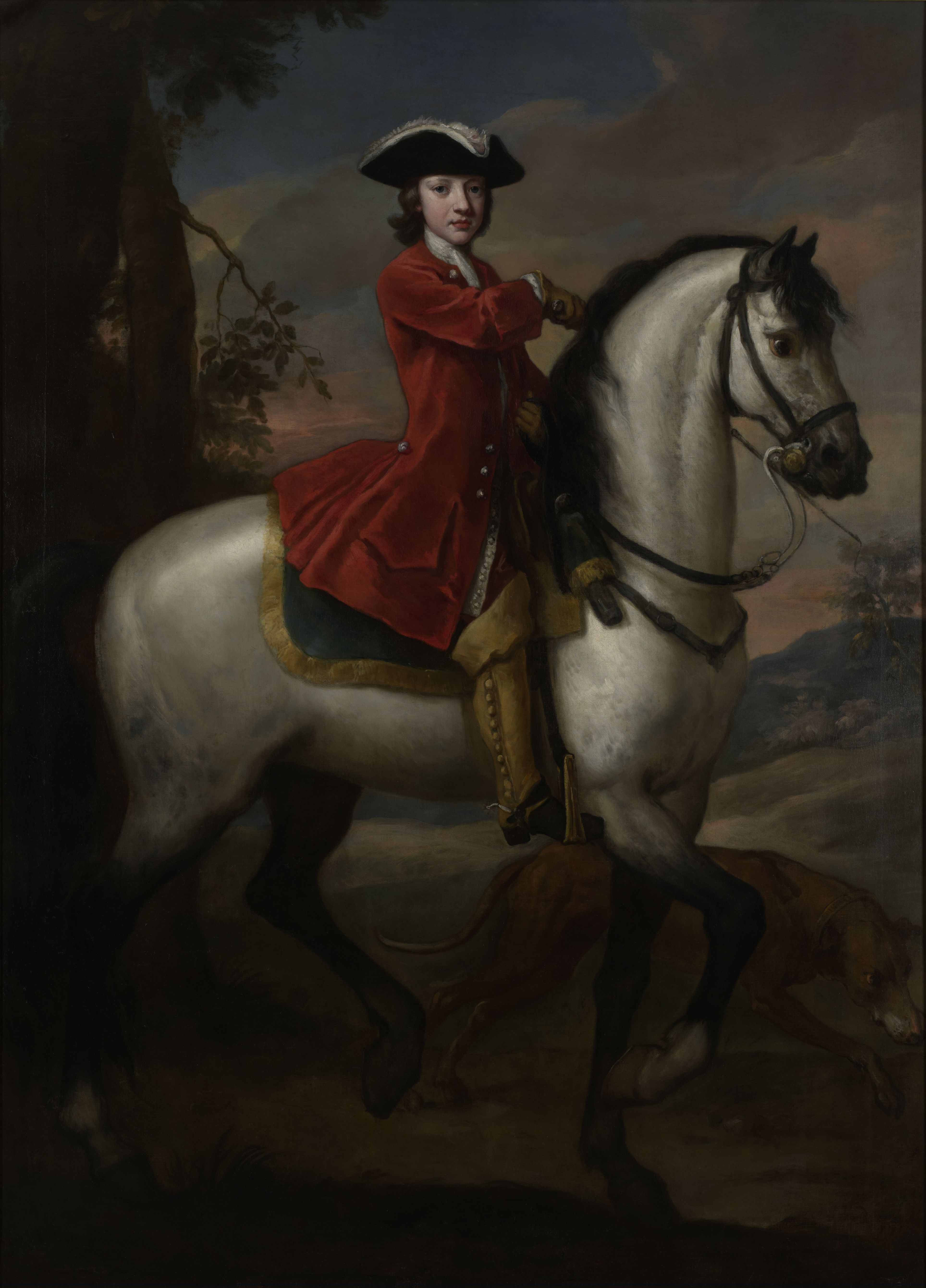
Charles Spencer, 3. Duke of Marlborough

Charles Spencer, 3. Duke of Marlborough KG, PC (* 22. November 1706; † 20. Oktober 1758) war ein britischer Peer, Politiker und General.

## Leben
Charles Spencer war der zweitgeborene Sohn von Charles Spencer, 3. Earl of Sunderland, und dessen zweiter Gattin Lady Anne Churchill, der zweiten Tochter von John Churchill, 1. Duke of Marlborough. Er besuchte das Eton College.
Als 1729 sein älterer Bruder Robert Spencer, 4. Earl of Sunderland, der den Vater 1722 beerbt hatte, kinderlos starb, erbte Charles die väterlichen Adelstitel als 5. Earl of Sunderland und 7. Baron Spencer und wurde dadurch Mitglied des House of Lords.
1733 starb seine Tante mütterlicherseits Henrietta Churchill, 2. Duchess of Marlborough, worauf er von ihr auch deren Titel als 3. Duke of Marlborough, 3. Marquess of Blandford, 3. Earl of Marlborough und 2. Baron Churchill erbte. Er erbte damit auch ihren Familiensitz Blenheim Palace bei Woodstock in Oxfordshire nebst umfangreicher Ländereien, siedelte auf diesen über und übertrug die sunderlandschen Güter an seinen jüngeren Bruder Hon. John Spencer (1708–1746), den Vater des 1. Earl Spencer.
Im Januar 1739 wurde er auf Lebenszeit zum Lord Lieutenant von Oxfordshire und Buckinghamshire ernannt. Von 1738 bis 1743 übte er das Hofamt eines Lord of the Bedchamber aus. 1741 wurde er als Knight Companion in den Hosenbandorden und 1744 als Fellow in die Royal Society aufgenommen. 1746 wurde ihm die Ehrendoktorwürde (Doctor of Civil Laws) der Universität Oxford verliehen. 1749 wurde er in Privy Council aufgenommen und von 1749 bis 1755 hatte er das Hofamt des Lord Steward of the Household sowie von Januar bis Dezember 1755 das Staatsamt des Lordsiegelbewahrers inne.
Als Colonel der British Army war er von 1738 bis 1739 Kommandeur des 38th Regiment of Foot, von 1739 bis 1740 des 1st Regiment of Dragoons, von 1740 bis 1743 des 2nd Troop der Royal Horse Guards und 1742 bis 1744 des 2nd Regiment of Foot Guards. Er kämpfte im Österreichischen Erbfolgekrieg, wurde 1743 zum Brigadier-General befördert und zeichnete sich in der Schlacht bei Dettingen besonders aus. 1745 wurde er zum Major-General befördert. 1755 erhielt er den Posten des Master General of the Ordnance und wurde im Juli 1758 zum Lieutenant-General befördert. Im Siebenjährigen Krieg kommandierte er ein Expeditionskommando, das zwischen Mai und August 1758 die Befestigungsanlagen von Cherbourg und Saint-Malo angriff und zerstörte. Am 29. August 1758 wurde er zum General und Oberbefehlshaber aller Fußtruppen ernannt. Im Oktober 1758 starb er an einem Fieber.
Spencer war einer der Mitbegründer des Foundling Hospital, einer Anstalt, die vor allem der Aufnahme von Findel- und Waisenkindern sowie von Säuglingen armer, oft lediger Mütter diente, die nicht für den Lebensunterhalt ihres Nachwuchses sorgen konnten.

## Ehe und Nachkommen
Am 23. Mai 1732 heiratete er Hon. Elizabeth Trevor, die Tochter und Erbin von Thomas Trevor, 2. Baron Trevor. Mit ihr hatte er fünf Kinder:
- Lady Diana Spencer (1734–1808), ⚭ (1) 1757–1768 Frederick St. John, 2. Viscount Bolingbroke, ⚭ (2) 1768 Topham Beauclerk, Enkel des Charles Beauclerk, 1. Duke of St. Albans;
- George Spencer, 4. Duke of Marlborough (1739–1817) ⚭ 1762 Lady Caroline Russell, Tochter des John Russell, 4. Duke of Bedford;
- Lord Charles Spencer (1740–1820), MP, ⚭ 1762 Hon. Mary Beauclerk († 1812), Schwester des Aubrey Beauclerk, 5. Duke of St. Albans;
- Lady Elizabeth Spencer († 1831) ⚭ 1756 Henry Herbert, 10. Earl of Pembroke;
- Lord Robert Spencer († 1831) ⚭ 1811 Harriet Fawkener, Witwe des Hon. Edward Bouverie (Sohn des Jacob Bouverie, 1. Viscount Folkestone), Tochter des Sir Everard Fawkener, britischer Botschafter in Konstantinopel.